# أوبرا موبايل
أوبرا موبايل (بالإنجليزية: Opera Mobile) هو متصفح ويب للهواتف الذكية والأجهزة اللوحية وأجهزة المساعد الرقمي الشخصي تطوره شركة برمجيات أوبرا.

## التاريخ
كانت أولى الأجهزة التي تشغل إصدرًا محمولًا من أوبرا هي سلسلة بسيون 5 وسلسلة بسيون 5mx وسلسلة بسيون 7 ثم بسيون نت بوك. شغلت هذه الأجهزة إصدار أوبرا موبايل 3.6، الذي ظهر في عام 2000.
تم نقل أوبرا موبايل إلى نظام التشغيل ويندوز موبايل في عام 2003.
- كان الإصدار 6.0 هو الإصدار الأولي.
- في 25 يونيو 2003، جاء التحديث الأول في شكل الإصدار 6.01، والذي كان تحديثًا ثانويًا، بشكل أساسي لتصحيح الأخطاء.
- قدم الإصدار 6.10، الذي تم إصداره في 27 أكتوبر 2003، العديد من تحسينات واجهة المستخدم وقابلية الاستخدام، وتحسين الأداء إلى حد كبير، وتحسين عرض الصفحة بشكل طفيف. كان أيضًا الإصدار الأول الذي يدعم الخوادم الوكيلة وصفحات بروتوكول التطبيقات اللاسلكية وأول إصدار يتم إصداره في إصدارات مترجمة لـ 9 لغات مختلفة.
- في 13 يوليو 2005، بعد عامين تقريبًا من التكرار السابق، تم إطلاق الإصدار 8.0. كان هذا الإصدار هو الأول الذي يتطلب سيمبيان نظام تشغيل 7 (يمكن أن تعمل الإصدارات السابقة في سيمبيان 6.1). قدم هذا الإصدار مسرع أوبرا موبايل، وهي تقنية تستخدم خادمًا خارجيًا يعمل بنظام أوبرا لتقليل محتوى الصفحات لتقليل حركة المرور إلى الهواتف. كان هذا أيضًا الإصدار الأول لدعم إتش تي إم إل الديناميكي، وتحسين التوافق بشكل كبير مع العديد من معايير الويب.
- في 14 نوفمبر 2005، تم تقديم الإصدار 8.5. قدم هذا الإصدار إدارة كلمات المرور ووظيفة الملء التلقائي للنماذج، وأضاف بعض اللغات الإضافية للإصدارات المترجمة، وأجرى بعض التحسينات على الاستقرار وجودة عرض الشاشة المنخفضة.
- في 5 أبريل 2006، تم إصدار الإصدار 8.6 وكان أيضًا الإصدار الأول الذي يدعم نظام التشغيل سيمبيان 9. الجديد في هذا الإصدار هو القدرة على دعم نوافذ تصفح متعددة، ودعم الرسوميات الشعاعية القابلة للتمديد، وإدخال الإكمال التلقائي لعناوين محدد موقع الموارد المُوحّد بالإضافة إلى العديد من التغييرات في جانب التخصيص. كان أيضًا الإصدار الأول من أوبرا موبايل الذي سمح بإمكانية تهيئته كمتصفح افتراضي للجهاز، مما يسمح بتشغيله كلما طُلب فتح صفحة ويب.
- تم إصدار الإصدار 8.65 في 29 أغسطس 2006، والذي كان في الغالب تغييرًا مرحبًا به وتحسينه إلى 8.60 التي كانت تعتبر ناضجة آنذاك.
- تم الإعلان عن أوبرا موبايل 9.0 في فبراير 2007 بقائمة ميزات مخططة، لافتات «قريبًا» في موقع أوبرا موبايل الرسمي، وإعلانات رسمية في منتدى مجتمع أوبرا.[3] بدون سبب محدد، تم إلغاء الإصدار 9.0، وتم مسح جميع الإشارات إليه من موقع أوبرا وعاد 8.65 إلى كونه الإصدار الأحدث، حيث حصل على تحديث طفيف للغاية في شكل بنية جديدة قدمت عددًا قليلاً من الميزات التي يصعب ملاحظتها، بعضها يعتمد على النظام الأساسي.
- في 5 فبراير 2008، تم الإعلان عن أوبرا موبايل 9.5.[4] تم تأجيل تاريخ الإصدار المتوقع عدة مرات. تم إصدار نسخة تجريبية لويندوز موبايل في 17 يوليو 2008، تلاها إصدار تجريبي ثانٍ في 20 أكتوبر 2008، بما في ذلك دعم الحاجيات أوبرا وإضافة سيمبيان UIQ3 كمنصة إضافية. (بقي آخر إصدار تم إصداره من أوبرا موبايل لنظام سيمبيان S60 8.65.)
- في 26 مارس 2009، أعلنت أوبرا أن الإصدار التالي سيكون 9.7، مع تغييرات في محرك تخطيط بريستو، وليس 9.5. في 8 يونيو 2009، تم توفير الإصدار التجريبي من أوبرا موبايل 9.7 مع محرك التقديم بريستو 2.2 الجديد وأوبرا توربو. الميزات الأخرى المخطط لها للإصدار 9.7 هي تحسين مدير القطعة، وجوجل جيرز، ودعم برنامج بينغل.
- في 2 نوفمبر 2009، تم توفير الإصدار التجريبي من أوبرا موبايل 10 لسيمبيان S60 للتنزيل، مع واجهة مستخدم منقحة وتحسينات في الأداء. في 10 ديسمبر 2009، تم إصداره للمشغلين ومصنعي المعدات الأصلية. تضمنت إطار العمل الجديد لواجهة المستخدم عبر الأنظمة الأساسية من أوبرا الذي يوحد مظهر وأسلوب المتصفح عبر جميع الأنظمة الأساسية التي تشغل أوبرا موبايل أو أوبرا ميني.[5] في 12 فبراير 2010، تم إصدار أوبرا موبايل 10 بيتا 3 علنًا لأجهزة ويندوز موبايل وسيمبيان، مع دعم فلاش لايت 3.1، وتمييز أفضل لحلول إدخال الجهات الخارجية في ويندوز موبايل، ودعم معيار ويندوز موبايل (غير شاشة تعمل باللمس) الهواتف.[5] في 16 مارس 2010، أصدرت برمجيات أوبرا الإصدارات النهائية من أوبرا موبايل 10.
- في 11 مايو 2010، أصدرت مختبرات أوبرا نسخة معاينة من أوبرا موبايل 10 لمايمو، مع نفس الميزات المتوفرة في أوبرا موبايل 10 للأنظمة الأساسية الأخرى، ولكن باستخدام محرك كاراكان جافا سكريبت الجديد من أوبرا (الاسم الرمزي) ومكتبة رسومات ناقلات فيغا الجديدة.[6] كان أوبرا موبايل 10 هو الإصدار الأخير لنظام التشغيل ويندوز موبايل (متميزًا عن خلفه ويندوز فون).[7]
- في 15 أكتوبر 2010، أصدرت برمجيات أوبرا أول إصدار من أندرويد، أوبرا موبايل 10.1 بيتا لنظام أندرويد.
- في 22 مارس 2011، أصدرت برمجيات أوبرا أوبرا موبايل 11 لنظامي أندرويد وسيمبيان S60؛[8] مايمو وميجو وويندوز.[7]
- في 27 فبراير 2012، أصدرت برمجيات أوبرا أوبرا موبايل 12 للهواتف الذكية التي تعمل بنظام أندرويد وسيمبيان/ S60[8] ومايمو (مختبرات) وميجو (مختبرات).
- في يوليو 2013 ، أصدرت برمجيات أوبرا أوبرا موبايل 15 لنظام أندرويد، استنادًا إلى كروميوم.[9] تم إعادة تصميم الواجهة بشكل كبير. تمت إزالة بعض الميزات مثل الإشارات المرجعية، وأضيفت ميزات أخرى مثل وظيفة يكتشف في الصفحة الرئيسية.
- في سبتمبر 2013، أصدرت برمجيات أوبرا أوبرا موبايل 16 لنظام أندرويد، مع تحديث محرك كروميوم وبعض تحسينات الأداء.

## سمات
استخدم أوبرا موبايل محرك تخطيط بريستو حتى الإصدار 15، والذي تم استبداله بويب كيت، ثم بلينك ويدعم العديد من معايير الويب، بالإضافة إلى أجاكس. اعتبارًا من الإصدار 9.7، يمكن استخدام أوبرا توربو الذي يضغط صفحات الويب عبر خوادم «توربو» لبرنامج أوبرا، وبالتالي تقليل حجم التنزيل. نظرًا لأن صفحات الويب مضغوطة، يتم تحسين أوقات تحميل الصفحة، ويتم تقليل استهلاك النطاق الترددي بنسبة تصل إلى 80%.
يمكن للمتصفح إعادة تنسيق صفحات الويب ديناميكيًا لشاشة صغيرة، باستخدام تقنية عرض الشاشة الصغيرة والتفاف النص من أوبرا.
يتضمن أوبرا موبايل 10 ميزة «الاتصال السريع»، والتي تتيح للمستخدم إضافة روابط تظهر كصور مصغرة في صفحة يتم عرضها عند فتح علامة تبويب جديدة. بمجرد الإعداد، تتيح هذه الميزة للمستخدم التنقل بسهولة أكبر إلى صفحات الويب المحددة وعلامات التبويب المرئية التي تسمح بتصفح مواقع ويب متعددة في وقت واحد. يتضمن أيضًا مدير كلمات المرور ومعالج النوافذ المنبثقة، وهو يدعم النسخ واللصق والإكمال التلقائي للعنوان والتكبير/التصغير والتاريخ والإشارات المرجعية (تمت إزالته في أوبرا موبايل 15).
يمكن استخدام المتصفح إما عن طريق استخدام اللمس بالإصبع أو القلم على شاشة تعمل باللمس أو باستخدام لوحة المفاتيح ويمكن عرضه في الوضع الرأسي والأفقي.

## الجوائز
- مجلة تيتكون«أفضل منتَج برمجي للعام» 2003[12]
- موبايل غالا «أفضل برنامج لأجهزة الحاسوب المحمولة» 2004[12]
- موبايل غالا «أفضل برنامج للهواتف المحمولة» 2004[12]
- مجلة سمارت فون وحاسوب جيبي «أفضل متصفح للجوال لكل من أجهزة حاسوب الجيب والهواتف الذكية التي تعمل بنظام ويندوز» 2007[12]

## روابط خارجية
- أوبرا موبايل على موقع Google Play (الإنجليزية)